# Burkea
Burkea là một chi thực vật có hoa trong họ Đậu.

## Danh sách loài
Chi này gồm các loài sau:
- Burkea africana
- Burkea caperangau